# 弗魯莫阿薩鄉 (特列奧爾曼縣)
43°48′N 25°28′E / 43.800°N 25.467°E
弗魯莫阿薩鄉（羅馬尼亞語：Comuna Frumoasa, Teleorman），是羅馬尼亞的鄉份，位於該國南部，由特列奧爾曼縣負責管轄，面積47平方公里，海拔高度41米，2007年人口2,386，人口密度每平方公里50人。